# Mourre de Chanier
Pour les articles homonymes, voir Mourre (homonymie).
Le Mourre de Chanier est une montagne située dans le bassin du Verdon et les Préalpes de Digne, dans le département des Alpes-de-Haute-Provence. Il est avec ses 1 930 m le point culminant de l'ensemble montagneux parfois appelé massif du Montdenier.

## Toponymie
Mourre est un toponyme français issu d'un mot provençal qui signifie « museau ». Il est souvent utilisé pour désigner des sommets de forme arrondie.

## Géographie

### Situation, topographie

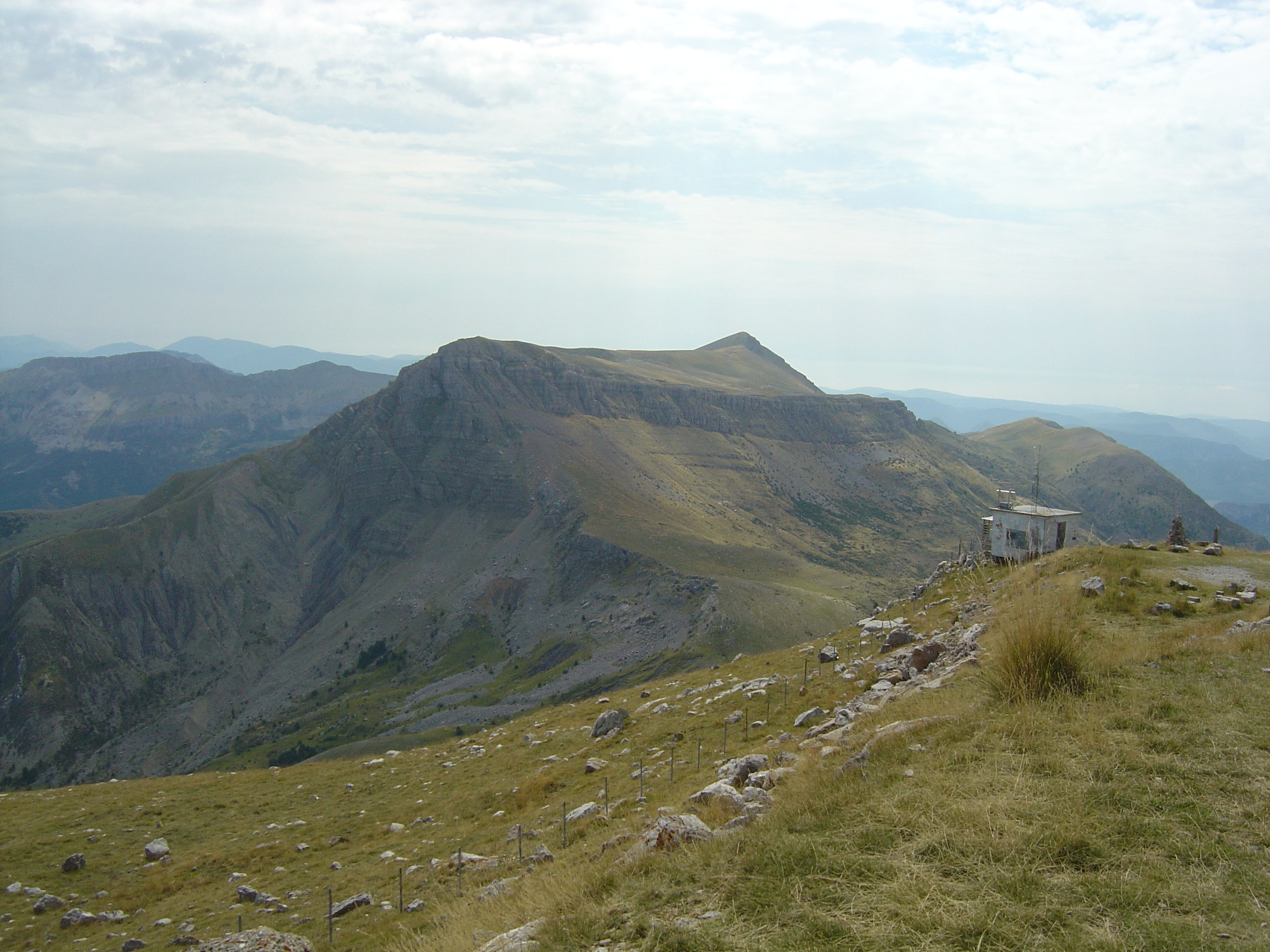
Vue sur le mourre de Chanier depuis le mont Chiran

Le Mourre de Chanier est le sommet le plus haut des Préalpes du Verdon avec ses 1 930 m d'altitude, devant son voisin le mont Chiran (1 905 m). La montagne a trois pics : le Mourre de Chanier (1 930 m, à l'est de la chaîne), le Grand Mourre (1 898 m, à l'ouest) et le Petit Mourre (1 873 m au centre-nord). Les trois parties sommitales sont reliées par un petit plateau appelé la Grande Plaine, limité par des falaises sur l'adret.

### Géologie
La roche est calcaire comme dans toutes les Préalpes de Digne. Elle date du Jurassique supérieur. La montagne apparaît à partir de la genèse des Alpes, il y a 5 millions d'années.

## Protection environnementale
Une partie du massif des Préalpes du Verdon est dans un parc Natura 2000 appelé Gorges de Trévans-Montdenier-Mourre de Chanier. Créé en 2002 et vaste de 8826 ha, il sert notamment à protéger la richesse florale remarquable du lieu, notamment dans les falaises. Le Mourre de Chanier a une grande diversité de pelouses sèches et steppiques qui recouvrent la montagne dépourvue de forêt.